# Književnost u 1998.
◄◄ | ◄ | 1995. | 1996. | 1997. | 1998.  | 1999. | 2000. | 2001. | ► | ►►
Arhitektura • Astronautika • Astronomija • Biologija • Film • Fotografija • Glazba • Kazalište • Kemija • Kiparstvo • Knjige • Književnost • Kršćanstvo • Meteorologija • Medicina • Planinarstvo • Politika • Pravo • Promet • Slikarstvo • Strip • Šport • Televizija • Znanost • Zrakoplovstvo • Željeznički promet
Književnost u 1998.

## Svijet

### Književna djela
- Harry Potter i Odaja tajni, J. K. Rowling

### Nagrade i priznanja
- Nobelova nagrada za književnost:

## Vanjske poveznice
|  | Zajednički poslužitelj ima još gradiva o temi Književnost u 1998. |